# Attersee (meer)
De Attersee of Kammersee is het grootste meer van het Salzkammergutgebied in Oostenrijk. Het meer heeft een lengte van 20 kilometer van noord naar zuid en 4 kilometer van oost naar west. Het water is afkomstig van de Seeache, een drie kilometer lang water dat vanuit de Mondsee stroomt. Het Höllengebergte, dat bergen kent tot een hoogte van 1800 meter, ligt ten zuidoosten van het meer. Het noordelijk gelegen gebied is vlakker en kent meer bebouwing.
Bij Litzlberg ligt een klein kasteeleiland dat de schilder Gustav Klimt regelmatig bezocht in de zomer. Hij werd geïnspireerd tot het schilderen van meerdere schilderijen van het meer.
Door de stabiele windrichting en goede waterkwaliteit is het meer in trek bij zeilers en zwemmers. In de zomer worden ontelbaar veel vaarwedstrijden gehouden.
Een van de meest geliefde winden op de Attersee is de "Rosenwind", een oostelijke wind die over een rozentuin bij een kasteel waait waardoor de lucht boven het meer ruikt naar van rozen.
Door de grootte van het meer vriest het meer zelden dicht. De laatste keer dat de Attersee volledig met ijs bedekt was was aan het einde van de jaren 40, toen mensen met motoren en schaatsen op het dikke ijs gingen.
In het meer leven de volgende vissoorten:
- Snoek
- Beekforel
- Regenboogforel
- Trekzalm
- Paling
- Karper
- Kwabaal
- Baars
- Marene

## Geschiedenis
In augustus 1870 werden er overblijfselen van paalhuizen bij Seewalchen gevonden, bij het noordeinde van het meer. In het midden van de 19e eeuw werden er raderstoomboten geïntroduceerd om post en goederen naar de dorpen rond het meer te bezorgen. Tegenwoordig zijn de stoomboten een belangrijke toeristische trekpleister. Het meer is bereikbaar met de Atterseebahn van Stern und Hafferl, die tevens rondvaartboten exploiteert. Er rijden nu nieuwe lagevloertrams. Kaartverkoop voor de boot in het station.

## Panorama

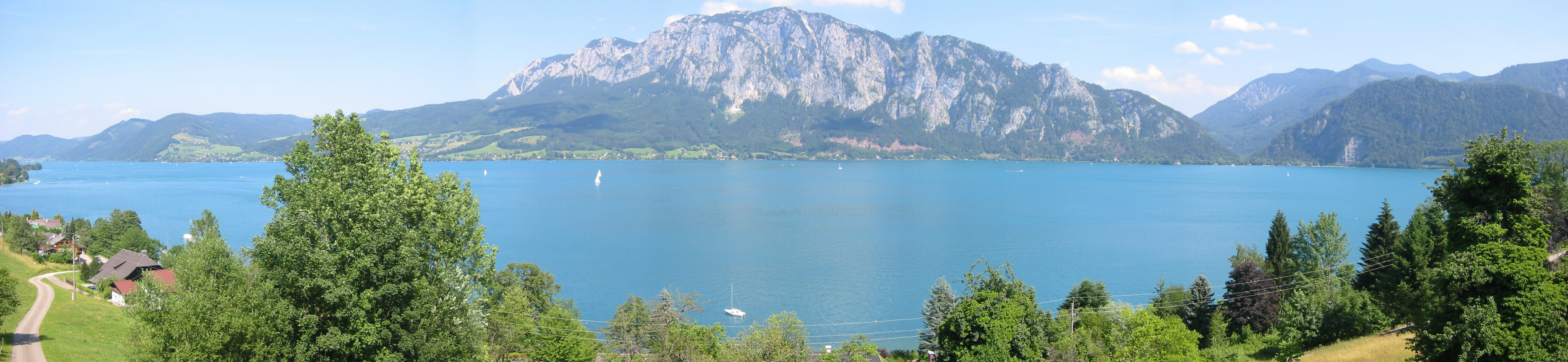
De Attersee met het Höllengebergte op de achtergrond

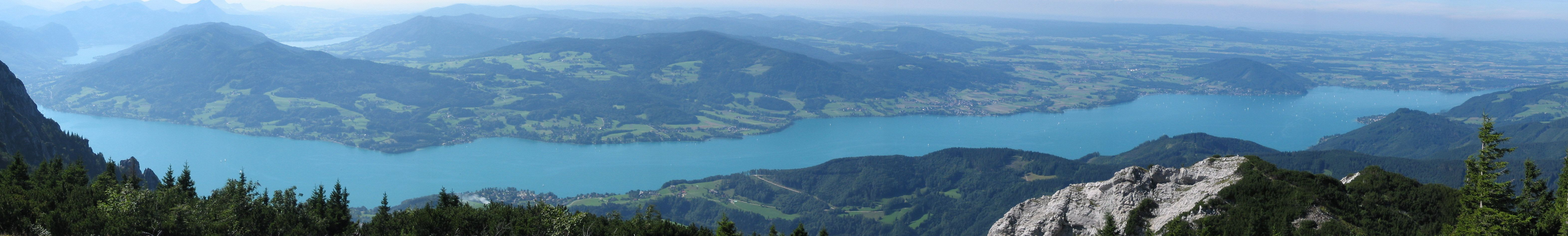
Attersee

## Foto's

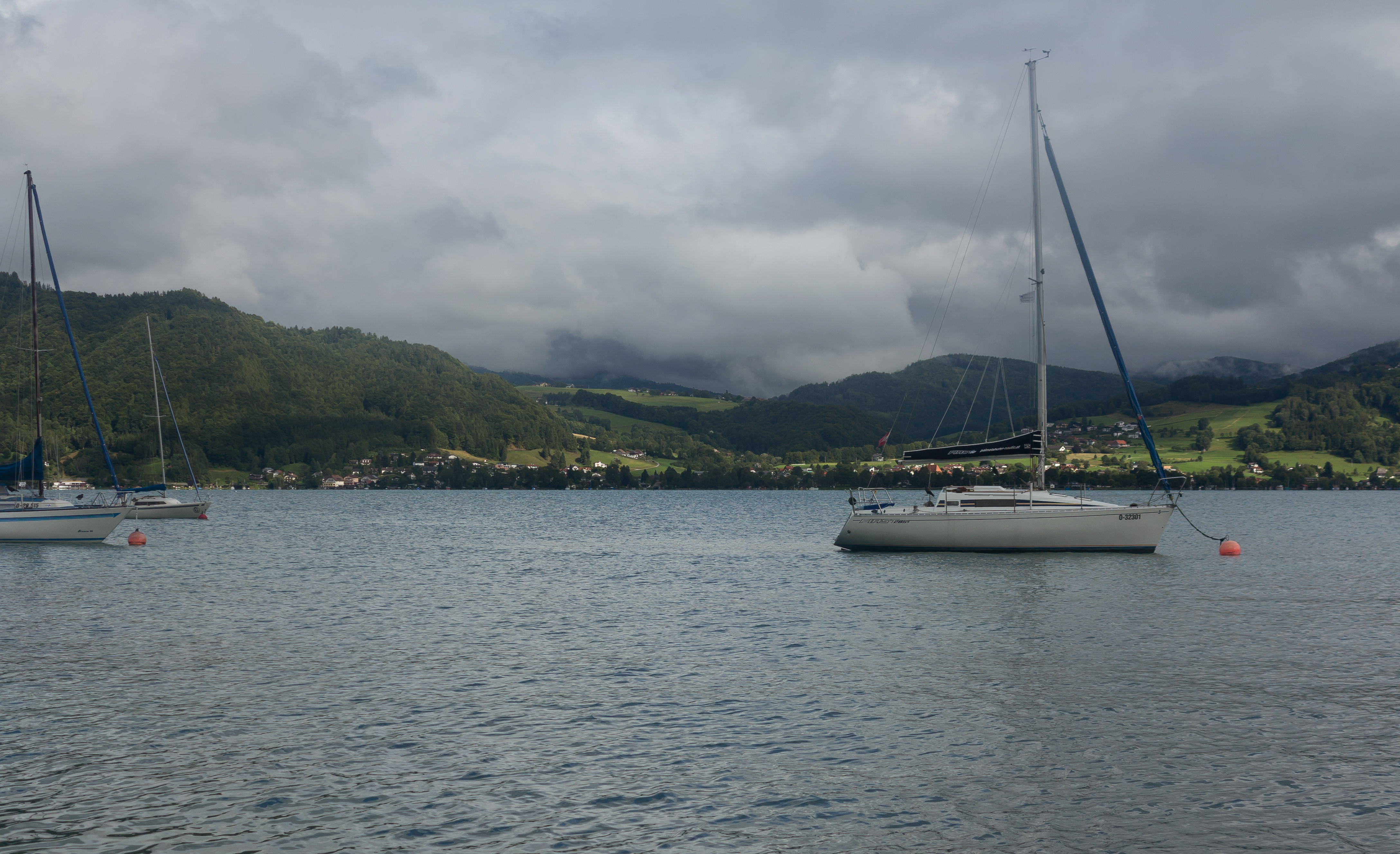
Attersee am Attersee
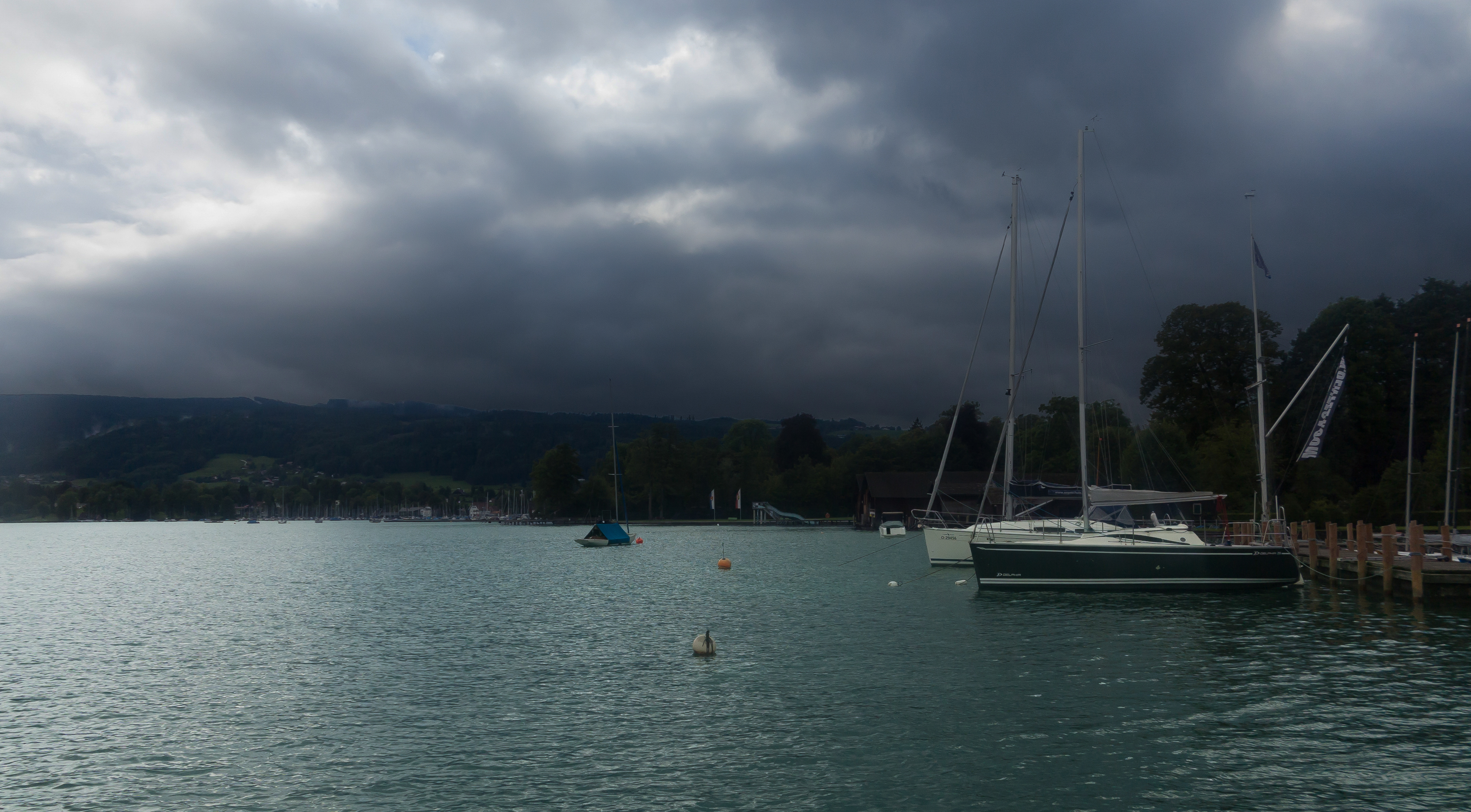
De jachthaven in Attersee am Attersee
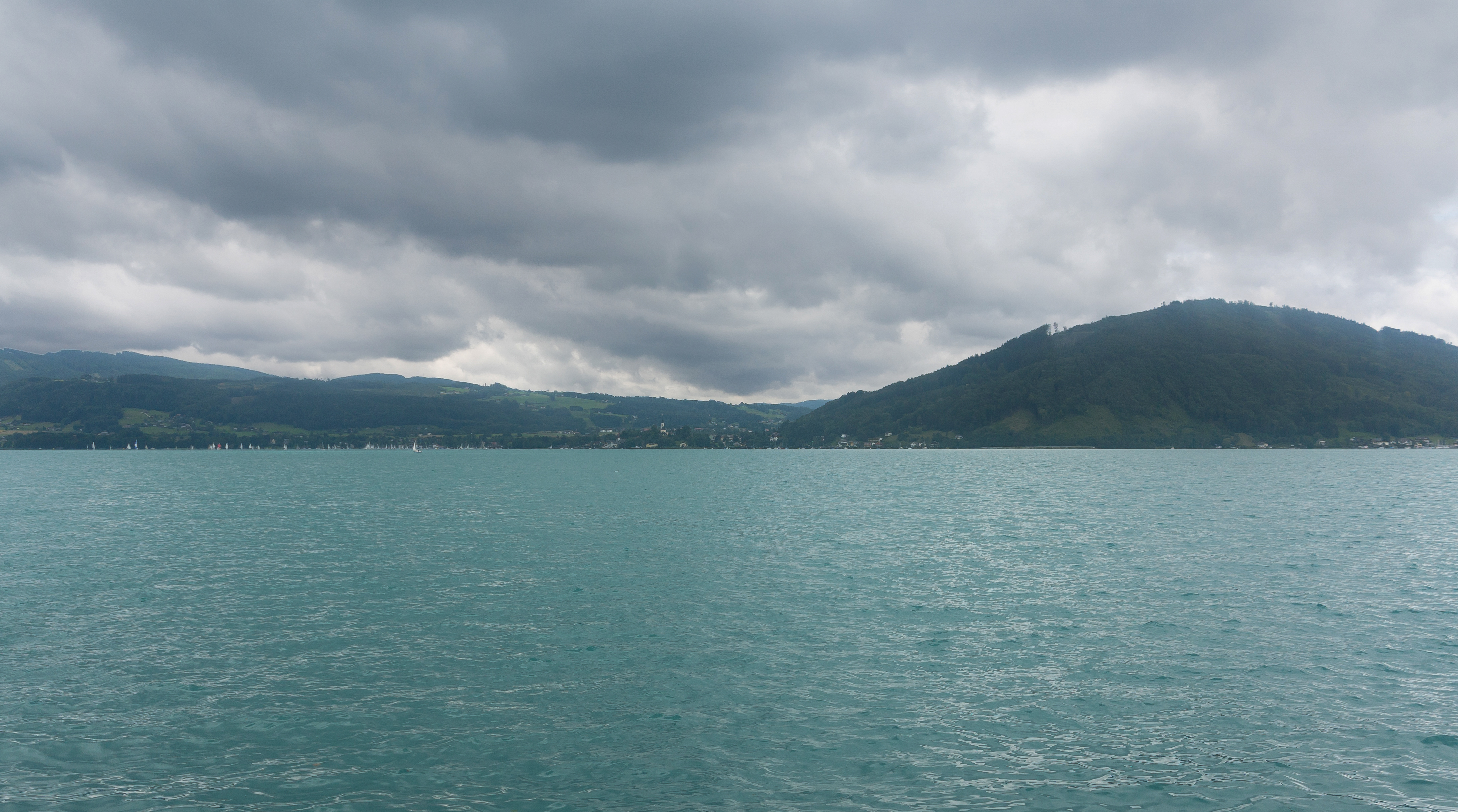
Kammer am Attersee
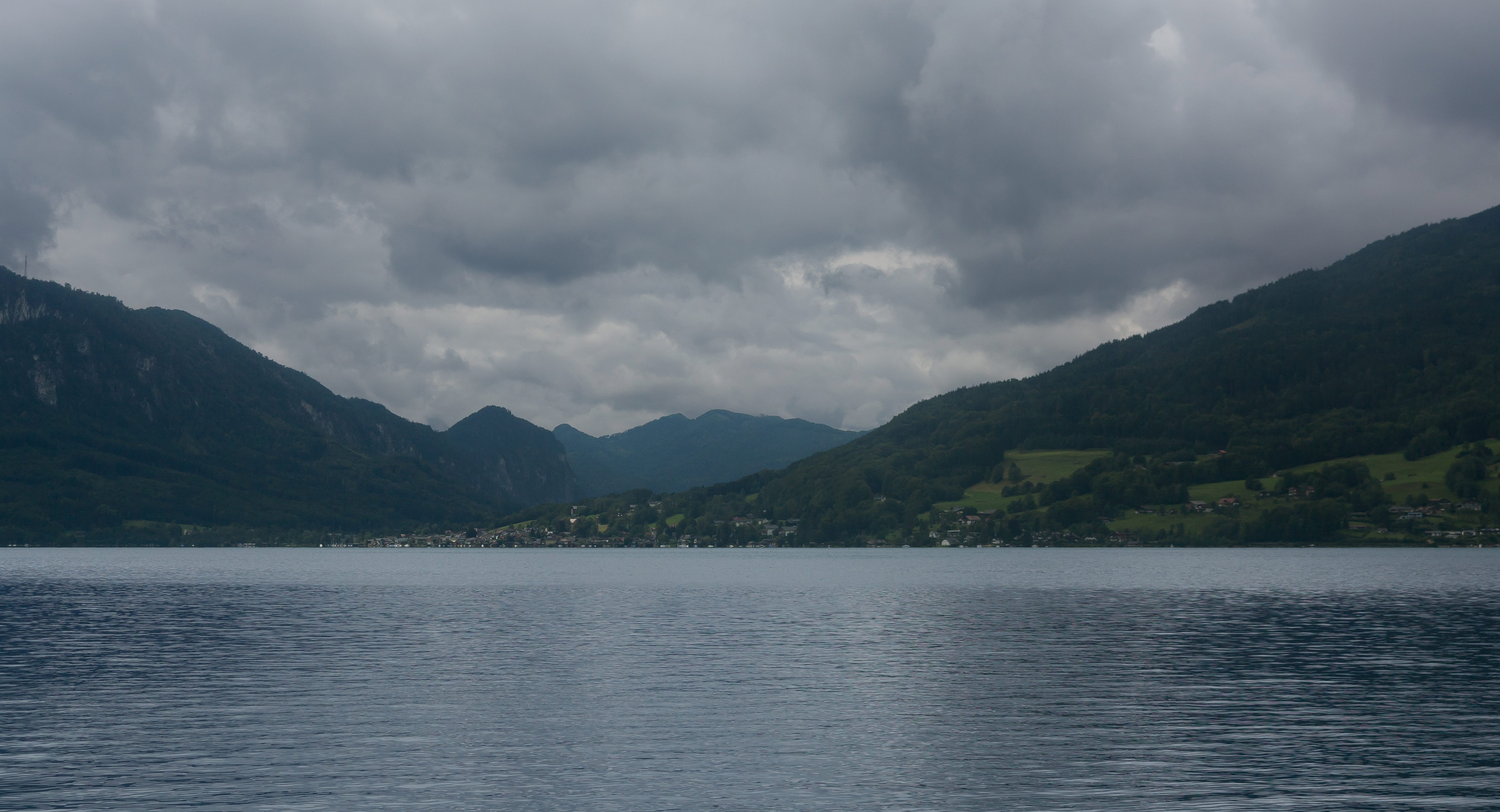
Attersee vanaf tussen Steinbach en Weissenbach